# Woori Yallock Creek
Woori Yallock Creek är ett vattendrag i Australien. Det ligger i delstaten Victoria, omkring 49 kilometer öster om delstatshuvudstaden Melbourne.
I omgivningarna runt Woori Yallock Creek växer i huvudsak städsegrön lövskog. Runt Woori Yallock Creek är det ganska glesbefolkat, med 38 invånare per kvadratkilometer. Genomsnittlig årsnederbörd är 1 391 millimeter. Den regnigaste månaden är juni, med i genomsnitt 161 mm nederbörd, och den torraste är januari, med 57 mm nederbörd.